# Saint-Germain-de-Lusignan
Pour les articles homonymes, voir Saint-Germain et Lusignan.
Saint-Germain-de-Lusignan est une commune du Sud-Ouest de la France située dans le département de la Charente-Maritime (région Nouvelle-Aquitaine).
Ses habitants sont appelés les Saint-Germinois et les Saint-Germinoises.

## Géographie

### Localisation et accès
La commune de Saint-Germain-de-Lusignan se situe dans le sud du département de la Charente-Maritime, en région Nouvelle-Aquitaine, dans l'ancienne province de Saintonge. Appartenant au midi de la France — on parle plus précisément de « midi atlantique », au cœur de l'arc atlantique, elle peut être rattachée à deux grands ensembles géographiques, le Grand Ouest français et le Grand Sud-Ouest français.
Saint-Germain-de-Lusignan est une commune limitrophe à l'ouest de Jonzac, capitale de la Haute-Saintonge et sous-préfecture du sud de la Charente-Maritime.

### Communes limitrophes
| Clam, Saint-Georges-Antignac | Neulles, Neuillac         | Réaux sur Trèfle                   |
| Lussac                       | Saint-Germain-de-Lusignan | Jonzac, Saint-Martial-de-Vitaterne |
| Clion, Saint-Hilaire-du-Bois | Saint-Simon-de-Bordes     | Jonzac                             |

## Urbanisme

### Typologie
Au 1er janvier 2024, Saint-Germain-de-Lusignan est catégorisée commune rurale à habitat dispersé, selon la nouvelle grille communale de densité à 7 niveaux définie par l'Insee en 2022.
Elle appartient à l'unité urbaine de Jonzac, une agglomération intra-départementale dont elle est une commune de la banlieue,. Par ailleurs la commune fait partie de l'aire d'attraction de Jonzac, dont elle est une commune de la couronne,. Cette aire, qui regroupe 35 communes, est catégorisée dans les aires de moins de 50 000 habitants,.

### Occupation des sols
L'occupation des sols de la commune, telle qu'elle ressort de la base de données européenne d’occupation biophysique des sols Corine Land Cover (CLC), est marquée par l'importance des territoires agricoles (84,8 % en 2018), une proportion sensiblement équivalente à celle de 1990 (85,6 %). La répartition détaillée en 2018 est la suivante : 
terres arables (37,6 %), zones agricoles hétérogènes (29,7 %), cultures permanentes (17,5 %), forêts (8,9 %), zones urbanisées (3,6 %), espaces verts artificialisés, non agricoles (1,4 %), zones industrielles ou commerciales et réseaux de communication (1,3 %). L'évolution de l’occupation des sols de la commune et de ses infrastructures peut être observée sur les différentes représentations cartographiques du territoire : la carte de Cassini (XVIIIe siècle), la carte d'état-major (1820-1866) et les cartes ou photos aériennes de l'IGN pour la période actuelle (1950 à aujourd'hui).

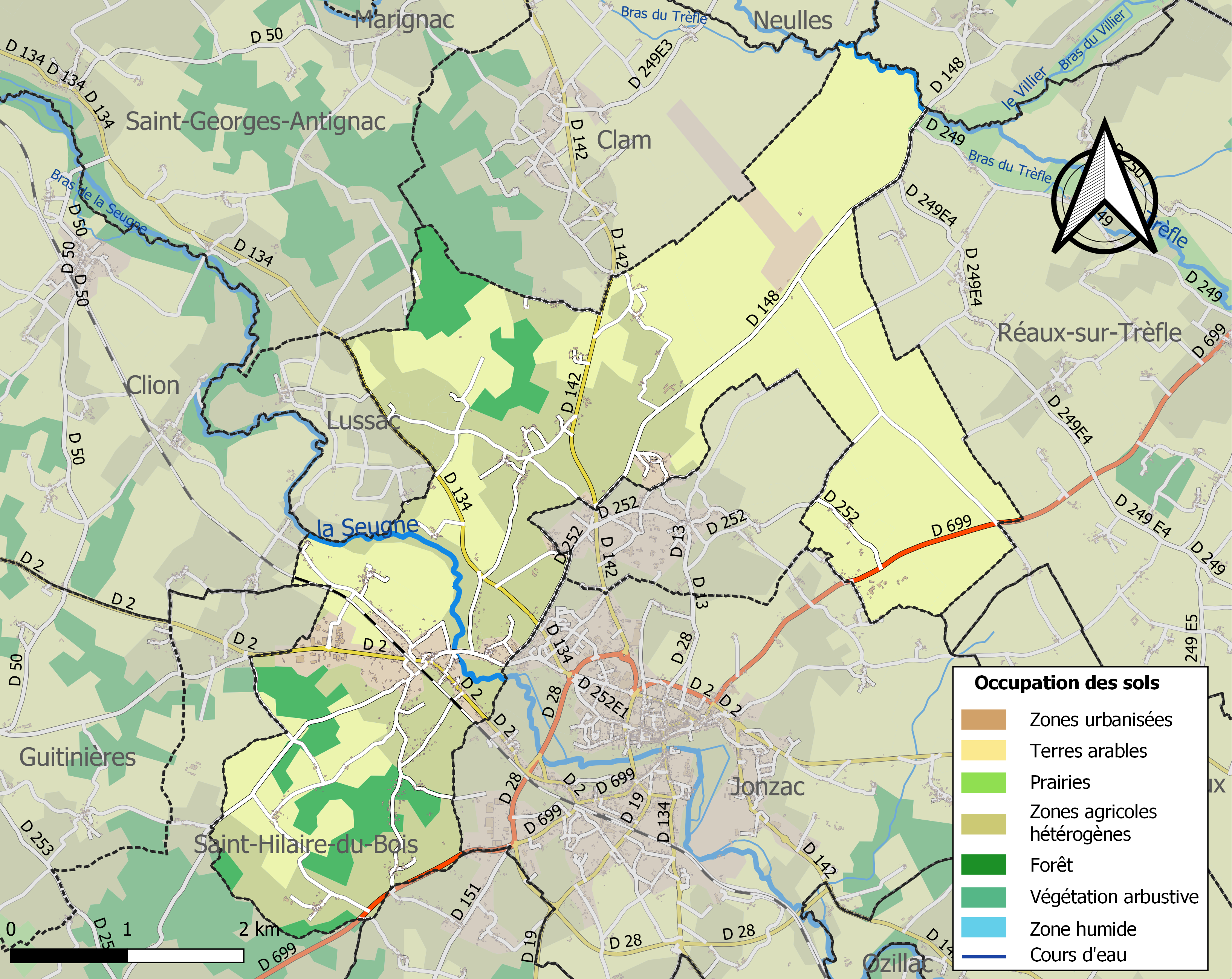
Carte des infrastructures et de l'occupation des sols de la commune en 2018 (CLC).

### Risques majeurs
Le territoire de la commune de Saint-Germain-de-Lusignan est vulnérable à différents aléas naturels : météorologiques (tempête, orage, neige, grand froid, canicule ou sécheresse), inondations, mouvements de terrains et séisme (sismicité faible). Il est également exposé à un risque technologique,  le transport de matières dangereuses. Un site publié par le BRGM permet d'évaluer simplement et rapidement les risques d'un bien localisé soit par son adresse soit par le numéro de sa parcelle.

#### Risques naturels
Certaines parties du territoire communal sont susceptibles d’être affectées par le risque d’inondation par débordement de cours d'eau, notamment le Trèfle et la Seugne. La commune a été reconnue en état de catastrophe naturelle au titre des dommages causés par les inondations et coulées de boue survenues en 1982, 1986, 1993, 1999 et 2010,.

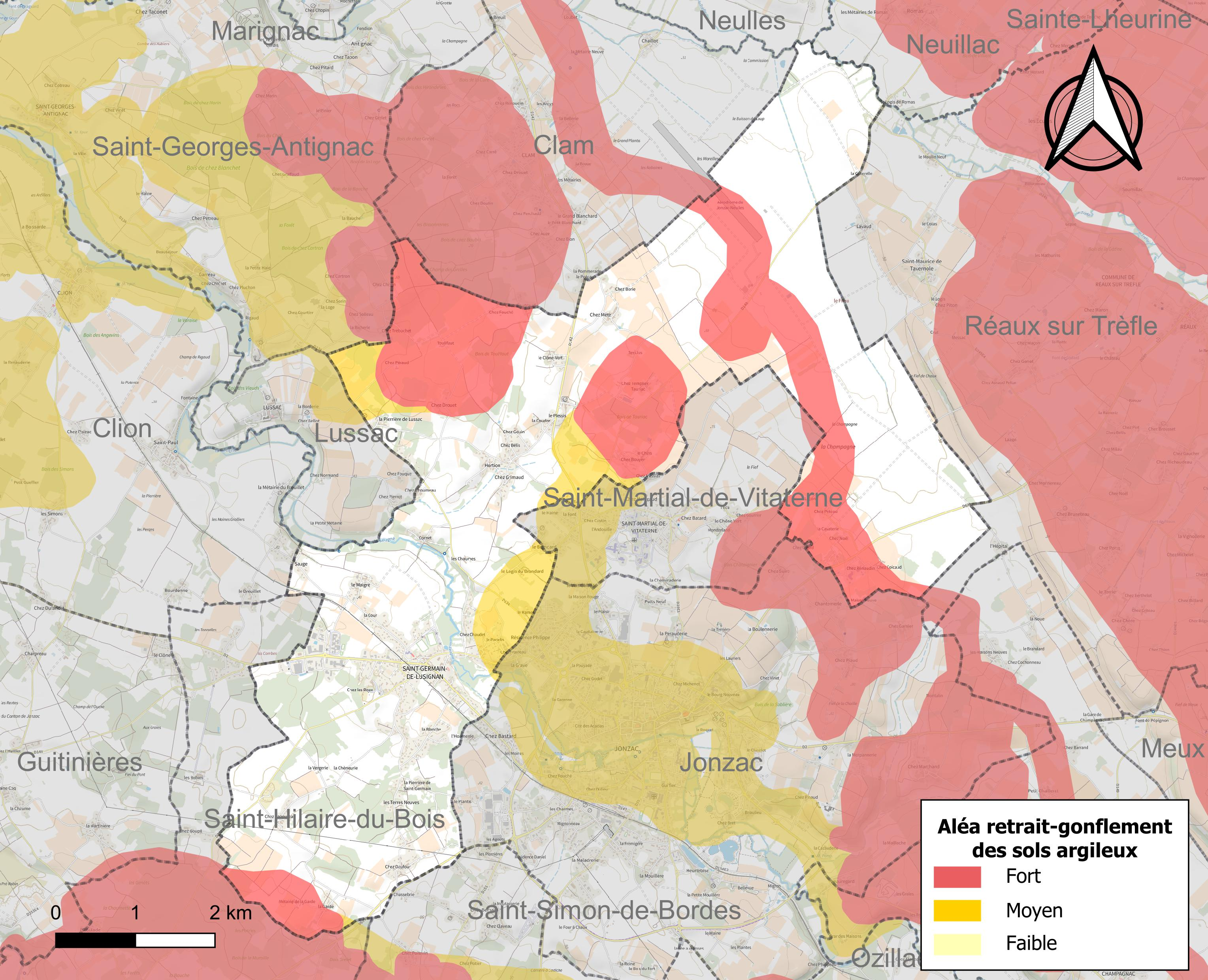
Carte des zones d'aléa retrait-gonflement des sols argileux de Saint-Germain-de-Lusignan.

Les mouvements de terrains susceptibles de se produire sur la commune sont des affaissements et effondrements liés aux cavités souterraines (hors mines) et des tassements différentiels. Par ailleurs, afin de mieux appréhender le risque d’affaissement de terrain, l'inventaire national des cavités souterraines permet de localiser celles situées sur la commune.
Le retrait-gonflement des sols argileux est susceptible d'engendrer des dommages importants aux bâtiments en cas d’alternance de périodes de sécheresse et de pluie. 29,8 % de la superficie communale est en aléa moyen ou fort (54,2 % au niveau départemental et 48,5 % au niveau national). Sur les 671 bâtiments dénombrés sur la commune en 2019,  136 sont en aléa moyen ou fort, soit 20 %, à comparer aux 57 % au niveau départemental et 54 % au niveau national. Une cartographie de l'exposition du territoire national au retrait gonflement des sols argileux est disponible sur le site du BRGM,.
Par ailleurs, afin de mieux appréhender le risque d’affaissement de terrain, l'inventaire national des cavités souterraines permet de localiser celles situées sur la commune.
Concernant les mouvements de terrains, la commune a été reconnue en état de catastrophe naturelle au titre des dommages causés par la sécheresse en 1989, 1991, 2003, 2005, 2009 et 2011 et par des mouvements de terrain en 1999 et 2010.

#### Risques technologiques
Le risque de transport de matières dangereuses sur la commune est lié à sa traversée par une ou des infrastructures routières ou ferroviaires importantes ou la présence d'une canalisation de transport d'hydrocarbures. Un accident se produisant sur de telles infrastructures est susceptible d’avoir des effets graves sur les biens, les personnes ou l'environnement, selon la nature du matériau transporté. Des dispositions d’urbanisme peuvent être préconisées en conséquence.

## Toponymie
Le toponyme fait référence à saint Germain, à qui la paroisse a été dédiée.
Selon un registre de l'Abbaye de Baignes, publié par l'abbé Chollet en l'an 1075, une cartographie fait état de l'église sous le nom de Ecclésia Sancti Germani de Lezignaco. La localité est nommée ainsi aux XIe et XIIe siècles, laissant suggérer l'hypothèse d'un toponyme issu d'un anthroponyme latin Licinius suivi du suffixe -acum. Dans l'acte de partage de la seigneurie de Jonzac, en 1335, le même nom revient plusieurs fois, à propos des limites de la paroisse de Saint Germain de Lézignac.
À la fin du XVIe siècle, elle est désignée sous le nom de Saint Germain près de Jonzac, Parochia Sancti Germani prope Jonzacum. Cependant, les actes des siècles suivants font apparaître une légère modification sous le terme de Saint Germain de Lésignan, puis une transformation en Lusignan en rapport sans doute avec la famille homonyme.

## Administration

### Liste des maires
| Période                                  | Période  | Identité       | Étiquette | Qualité  |
| ---------------------------------------- | -------- | -------------- | --------- | -------- |
| avant 1988                               | 1989     | Guy Renaud     | PS        |          |
| 1989                                     | 2001     | Jean Bougeois  |           |          |
| 2001                                     | 2008     | Michel Maistre |           |          |
| 2008                                     | en cours | Claude Martial | DVG       | Retraité |
| Les données manquantes sont à compléter. |          |                |           |          |

### Région
À la suite de la mise en application de la réforme administrative de 2014 ramenant le nombre de régions de France métropolitaine de 22 à 13, la commune appartient depuis le 1er janvier 2016 à la région Nouvelle-Aquitaine, dont la capitale est Bordeaux. De 1972 au 31 décembre 2015, elle a appartenu à la région Poitou-Charentes, dont le chef-lieu était Poitiers.

## Démographie

### Évolution démographique
L'évolution du nombre d'habitants est connue à travers les recensements de la population effectués dans la commune depuis 1793. Pour les communes de moins de 10 000 habitants, une enquête de recensement portant sur toute la population est réalisée tous les cinq ans, les populations de référence des années intermédiaires étant quant à elles estimées par interpolation ou extrapolation. Pour la commune, le premier recensement exhaustif entrant dans le cadre du nouveau dispositif a été réalisé en 2004.

En 2022, la commune comptait 1 298 habitants, en évolution de −0,15 % par rapport à 2016 (Charente-Maritime : +4,04 %, France hors Mayotte : +2,11 %).
| 1793 | 1800 | 1806 | 1821 | 1831 | 1836 | 1841 | 1846 | 1851 |
| ---- | ---- | ---- | ---- | ---- | ---- | ---- | ---- | ---- |
| 777  | 721  | 748  | 838  | 858  | 747  | 782  | 810  | 787  |

| 1856 | 1861 | 1866 | 1872 | 1876 | 1881 | 1886 | 1891 | 1896 |
| ---- | ---- | ---- | ---- | ---- | ---- | ---- | ---- | ---- |
| 820  | 844  | 847  | 821  | 828  | 784  | 757  | 774  | 734  |

| 1901 | 1906 | 1911 | 1921 | 1926 | 1931 | 1936 | 1946 | 1954 |
| ---- | ---- | ---- | ---- | ---- | ---- | ---- | ---- | ---- |
| 748  | 688  | 689  | 641  | 669  | 716  | 678  | 592  | 735  |

| 1962 | 1968 | 1975 | 1982  | 1990  | 1999  | 2004  | 2006  | 2009  |
| ---- | ---- | ---- | ----- | ----- | ----- | ----- | ----- | ----- |
| 746  | 725  | 909  | 1 090 | 1 166 | 1 145 | 1 172 | 1 194 | 1 226 |

| 2014  | 2019  | 2022  | - | - | - | - | - | - |
| ----- | ----- | ----- | - | - | - | - | - | - |
| 1 274 | 1 278 | 1 298 | - | - | - | - | - | - |

## Économie
La viticulture est une ressource économique importante de la commune, qui est située en Petite Champagne, dans la zone d'appellation d'origine contrôlée du cognac.

## Lieux et monuments

### Église Saint-Germain
L’église de Saint-Germain fut construite au XIIe siècle, à l’époque où Jonzac dépendait de la paroisse de Saint-Germain-de-Lusignan. Très mutilée au cours de la guerre de Cent Ans, elle fut  agrandie et reconstruite à la fin du XVe siècle, puis  restaurée et remaniée en 1886. La façade, en particulier, a été refaite dans un style néogothique.

## Personnalités liées à la commune
Gabriel de Polignac seigneur de Saint-Germain, politique huguenot qui fut emissaire des protestants français à la cour de Élisabeth I d'Angleterre en 1597. Il bâtit le château actuel vers 1590.